# Chemins de fer du Calvados
| Bahnhof Saint-Pierre in Caen mit Zug der CFC |                     |                                    |                                    |
| Netz der CFC |                     |                                    |                                    |
| Spurweite: | 600 mm (Schmalspur) |                                    |                                    |
| |                     |                                    |                                    |
| \| \| \| Neuilly-la-Forêt – Isigny-sur-Mer \| \| \| \| \| Isigny-sur-Mer (Réseau de l'État) \| \| \| \| 42 \| Isigny-sur-Mer (CFC) \| Isigny-sur-Mer (CFC) \| \| \| \| Pont sur l'Aure \| \| \| \| 40 \| Osmanville \| Osmanville \| \| \| 37 \| Cardonville \| Cardonville \| \| \| 35 \| Géfosse-Fontenay \| Géfosse-Fontenay \| \| \| \| Douet-de-Maisy \| \| \| \| 33 \| Maisy \| Maisy \| \| \| 31 \| Grandcamp-les-Bains \| Grandcamp-les-Bains \| \| \| 28 \| Cricqueville-en-Bessin \| Cricqueville-en-Bessin \| \| \| 26 \| Saint-Pierre-du-Mont \| Saint-Pierre-du-Mont \| \| \| 24 \| Englesqueville-la-Percée \| Englesqueville-la-Percée \| \| \| 23 \| Louvières \| Louvières \| \| \| 21 \| Vierville-sur-Mer \| Vierville-sur-Mer \| \| \| 19 \| Saint-Laurent-sur-Mer \| Saint-Laurent-sur-Mer \| \| \| 15 \| Formigny \| Formigny \| \| \| 11 \| Trévières \| Trévières \| \| \| 8 \| Rubercy \| Rubercy \| \| \| 5 \| Saonnet - La Poterie \| Saonnet - La Poterie \| \| \| 1,5 \| Le Molay-Littry (Réseau de l'État) \| Le Molay-Littry (Réseau de l'État) \| \| \| 0 0 \| Le Molay (gare) (CFC) \| Le Molay (gare) (CFC) \| \| \| 1 \| La Mine-de-Littry \| La Mine-de-Littry \| \| \| 3 \| Les Petits Carreaux \| Les Petits Carreaux \| \| \| 6 \| L'Embranchement \| L'Embranchement \| \| \| 8 \| Balleroy - Le Pont \| Balleroy - Le Pont \| \| \| \| La Besace (Réseau de l'État) \| \| \| \| 42 \| Saint-Martin-des-Besaces (CFC) \| Saint-Martin-des-Besaces (CFC) \| \| \| 40 \| Saint-Ouen-des-Besaces \| Saint-Ouen-des-Besaces \| \| \| \| Saint-Jean-des-Essartiers \| \| \| \| \| Sept-Vents \| \| \| \| 31 \| Caumont-l'Éventé \| Caumont-l'Éventé \| \| \| \| Sallen \| \| \| \| 23 \| Cormolain \| Cormolain \| \| \| 20 \| Planquery \| Planquery \| \| \| \| \| \| \| \| 11 16 \| Balleroy \| Balleroy \| \| \| 13 \| Castillon \| Castillon \| \| \| 11 \| Le Tronquay \| Le Tronquay \| \| \| 10 \| Noron \| Noron \| \| \| 7 \| Agy – Subles \| Agy – Subles \| \| \| 4 \| Guéron \| Guéron \| \| \| 2 \| Saint-Loup-Hors \| Saint-Loup-Hors \| \| \| \| Bayeux (Réseau de l'État) \| \| \| \| 0 \| Bayeux - État (CFC) \| Bayeux - État (CFC) \| \| \| \| Bayeux - Sadi-Carnot \| \| \| \| \| \| \| \| \| 1 \| Bayeux - Rue Larcher \| Bayeux - Rue Larcher \| \| \| \| \| \| \| \| 1,5 \| Bayeux - Saint-Patrice \| Bayeux - Saint-Patrice \| \| \| 4 \| Sully \| Sully \| \| \| 6 \| Maisons \| Maisons \| \| \| 8 \| Commes \| Commes \| \| \| 10 \| Port-en-Bessin \| Port-en-Bessin \| \| \| 2 \| Saint-Vigor-le-Grand \| Saint-Vigor-le-Grand \| \| \| 5 \| Sommervieu \| Sommervieu \| \| \| 8 \| Ryes \| Ryes \| \| \| 13 \| Arromanches-les-Bains \| Arromanches-les-Bains \| \| \| 9 \| Ryes-Embranchement \| Ryes-Embranchement \| \| \| 11 \| Saint-Côme-de-Fresné \| Saint-Côme-de-Fresné \| \| \| 13 \| Asnelles \| Asnelles \| \| \| 14 \| Meuvaines \| Meuvaines \| \| \| 18 \| Ver-sur-Mer \| Ver-sur-Mer \| \| \| \| \| \| \| \| 22 \| Graye \| Graye \| \| \| \| Pont sur la Seulles \| \| \| \| \| Port de Courseulles \| \| \| \| 23 8 \| Courseulles-sur-Mer (CM et CFC) \| Courseulles-sur-Mer (CM et CFC) \| \| \| \| \| \| \| \| \| Bernières-sur-Mer (CM) \| \| \| \| 5 \| Saint Aubin-sur-Mer (CM) \| Saint Aubin-sur-Mer (CM) \| \| \| \| Langrune-sur-Mer (CM) \| \| \| \| \| Luc-sur-Mer (Caen à la mer) \| \| \| \| 0 24 \| Luc-sur-Mer (CFC) \| Luc-sur-Mer (CFC) \| \| \| \| Petit-Enfer \| \| \| \| \| Le Haut-Lion \| \| \| \| 20 \| Lion-sur-Mer \| Lion-sur-Mer \| \| \| 19 \| Brèche d'Hermanville-sur-Mer \| Brèche d'Hermanville-sur-Mer \| \| \| \| Les Hautes-Sentes \| \| \| \| 18 \| Colleville-sur-Orne \| Colleville-sur-Orne \| \| \| 16 \| Riva Bella \| Riva Bella \| \| \| 15 \| Ouistreham \| Ouistreham \| \| \| \| Le Haut Ouistreham \| \| \| \| 10 \| Bénouville \| Bénouville \| \| \| \| \| \| \| \| \| Pont de Bénouville (Canal de Caen) \| \| \| \| \| \| Pont de Ranville (Orne) \| \| \| \| Pont de Ranville \| \| \| \| 11 \| Ranville \| Ranville \| \| \| \| Ferme de la Poste \| \| \| \| 13 \| Amfreville - L'Écarde \| Amfreville - L'Écarde \| \| \| \| Rue Patra \| \| \| \| 15 \| Sallenelles \| Sallenelles \| \| \| \| Moulin-Dubuisson \| \| \| \| 18 \| Merville \| Merville \| \| \| \| Franceville-Plage \| \| \| \| \| Margaux \| \| \| \| 20 \| Le Home Sainte-Marie \| Le Home Sainte-Marie \| \| \| \| Avenue Bourgeois \| \| \| \| \| Le Home-Bonnaric \| \| \| \| 21 \| Le Home-Varaville \| Le Home-Varaville \| \| \| \| Bas-Cabourg \| \| \| \| \| Cabourg Pépinière \| \| \| \| 24 \| Cabourg \| Cabourg \| \| \| \| \| Pont sur la Dives \| \| \| 25 \| Dives (CFC) \| Dives (CFC) \| \| \| \| Dives-Cabourg (Réseau de l'État) \| \| \| \| \| Château de Bénouville \| \| \| \| 7 \| Blainville \| Blainville \| \| \| \| Beauregard \| \| \| \| 4 \| Hérouville - Colombelles \| Hérouville - Colombelles \| \| \| \| La Chapelle \| \| \| \| 2 \| Calix \| Calix \| \| \| \| La Tour des Gens-d'Armes \| \| \| \| 1 \| Caen-Saint-Pierre \| Caen-Saint-Pierre \| \| \| \| Pont sur l'Orne \| \| \| \| \| Caen - État (marchandises) \| \| \| \| \| Caen (Réseau de l'État) \| \| \| \| 0 \| Caen - État (CFC) \| Caen - État (CFC) \| \| \| \| \| \| \| \| \| Pont sur la rue du Marais \| \| \| \| 2 \| Caen Demi-Lune (dépôt) \| Caen Demi-Lune (dépôt) \| \| \| 4 \| Cormelles \| Cormelles \| \| \| 6 \| Ifs \| Ifs \| \| \| 9 \| Saint-Martin-de-Fontenay \| Saint-Martin-de-Fontenay \| \| \| 12 \| Fontenay-le-Marmion \| Fontenay-le-Marmion \| \| \| 16 \| Fresney-le-Puceux - Caillouet \| Fresney-le-Puceux - Caillouet \| \| \| \| Tranchée de Quilly \| \| \| \| 19 \| Bretteville-sur-Laize \| Bretteville-sur-Laize \| \| \| 21 \| Gouvix \| Gouvix \| \| \| 23 \| Urville - Langannerie \| Urville - Langannerie \| \| \| \| Mines de fer \| \| \| \| 26 \| Saint-Germain-le-Vasson \| Saint-Germain-le-Vasson \| \| \| 30 \| Fontaine-le-Pin \| Fontaine-le-Pin \| \| \| \| Mines de Soumont-Saint-Quentin \| \| \| \| 32 \| Potigny - La Brèche-au-Diable \| Potigny - La Brèche-au-Diable \| \| \| 35 \| Ussy \| Ussy \| \| \| 37 \| Villers-Canivet \| Villers-Canivet \| \| \| 40 \| Saint-Pierre-Canivet - La Tuilerie \| Saint-Pierre-Canivet - La Tuilerie \| \| \| \| Falaise - Route de Caen \| \| \| \| 44 \| Falaise - Château \| Falaise - Château \| \| \| 46 \| Falaise - État (CFC) \| Falaise - État (CFC) \| \| \| \| Falaise (Réseau de l'État) \| \| \| \| \| nach Berjou (Falaise – Berjou) \| \| \| \| \| Le Mans – Mézidon nach Coulibœuf \| \| |                     |                                    |                                    |
| Strecke von rechts |                     | Neuilly-la-Forêt – Isigny-sur-Mer  | Neuilly-la-Forêt – Isigny-sur-Mer  |
| Kopfbahnhof Streckenende |                     | Isigny-sur-Mer (Réseau de l'État)  | Isigny-sur-Mer (Réseau de l'État)  |
| U-Bahn-Kopfbahnhof Streckenanfang (Strecke außer Betrieb) | 42                  | Isigny-sur-Mer (CFC)               | Isigny-sur-Mer (CFC)               |
| U-Bahn-Brücke über Wasserlauf (Strecke außer Betrieb) |                     | Pont sur l'Aure                    | Pont sur l'Aure                    |
| U-Bahn-Haltepunkt / Haltestelle (Strecke außer Betrieb) | 40                  | Osmanville                         | Osmanville                         |
| U-Bahn-Haltepunkt / Haltestelle (Strecke außer Betrieb) | 37                  | Cardonville                        | Cardonville                        |
| U-Bahn-Haltepunkt / Haltestelle (Strecke außer Betrieb) | 35                  | Géfosse-Fontenay                   | Géfosse-Fontenay                   |
| U-Bahn-Haltepunkt / Haltestelle (Strecke außer Betrieb) |                     | Douet-de-Maisy                     | Douet-de-Maisy                     |
| U-Bahn-Haltepunkt / Haltestelle (Strecke außer Betrieb) | 33                  | Maisy                              | Maisy                              |
| U-Bahn-Bahnhof (Strecke außer Betrieb) | 31                  | Grandcamp-les-Bains                | Grandcamp-les-Bains                |
| U-Bahn-Haltepunkt / Haltestelle (Strecke außer Betrieb) | 28                  | Cricqueville-en-Bessin             | Cricqueville-en-Bessin             |
| U-Bahn-Haltepunkt / Haltestelle (Strecke außer Betrieb) | 26                  | Saint-Pierre-du-Mont               | Saint-Pierre-du-Mont               |
| U-Bahn-Haltepunkt / Haltestelle (Strecke außer Betrieb) | 24                  | Englesqueville-la-Percée           | Englesqueville-la-Percée           |
| U-Bahn-Haltepunkt / Haltestelle (Strecke außer Betrieb) | 23                  | Louvières                          | Louvières                          |
| U-Bahn-Haltepunkt / Haltestelle (Strecke außer Betrieb) | 21                  | Vierville-sur-Mer                  | Vierville-sur-Mer                  |
| U-Bahn-Haltepunkt / Haltestelle (Strecke außer Betrieb) | 19                  | Saint-Laurent-sur-Mer              | Saint-Laurent-sur-Mer              |
| U-Bahn-Haltepunkt / Haltestelle (Strecke außer Betrieb) | 15                  | Formigny                           | Formigny                           |
| U-Bahn-Haltepunkt / Haltestelle (Strecke außer Betrieb) | 11                  | Trévières                          | Trévières                          |
| U-Bahn-Haltepunkt / Haltestelle (Strecke außer Betrieb) | 8                   | Rubercy                            | Rubercy                            |
| U-Bahn-Haltepunkt / Haltestelle (Strecke außer Betrieb) | 5                   | Saonnet - La Poterie               | Saonnet - La Poterie               |
| U-Bahn-Kreuzung mit Eisenbahn geradeaus oben (Strecke geradeaus außer Betrieb) · Bahnhof | 1,5                 | Le Molay-Littry (Réseau de l'État) | Le Molay-Littry (Réseau de l'État) |
| U-Bahn-Bahnhof (Strecke außer Betrieb) | 0 0                 | Le Molay (gare) (CFC)              | Le Molay (gare) (CFC)              |
| U-Bahn-Haltepunkt / Haltestelle (Strecke außer Betrieb) | 1                   | La Mine-de-Littry                  | La Mine-de-Littry                  |
| U-Bahn-Haltepunkt / Haltestelle (Strecke außer Betrieb) | 3                   | Les Petits Carreaux                | Les Petits Carreaux                |
| U-Bahn-Haltepunkt / Haltestelle (Strecke außer Betrieb) | 6                   | L'Embranchement                    | L'Embranchement                    |
| U-Bahn-Haltepunkt / Haltestelle (Strecke außer Betrieb) | 8                   | Balleroy - Le Pont                 | Balleroy - Le Pont                 |
| Bahnhof quer · U-Bahn-Strecke (außer Betrieb) |                     | La Besace (Réseau de l'État)       | La Besace (Réseau de l'État)       |
| U-Bahn-Kopfbahnhof Streckenanfang (Strecke außer Betrieb) · U-Bahn-Strecke (außer Betrieb) | 42                  | Saint-Martin-des-Besaces (CFC)     | Saint-Martin-des-Besaces (CFC)     |
| U-Bahn-Haltepunkt / Haltestelle (Strecke außer Betrieb) · U-Bahn-Strecke (außer Betrieb) | 40                  | Saint-Ouen-des-Besaces             | Saint-Ouen-des-Besaces             |
| U-Bahn-Haltepunkt / Haltestelle (Strecke außer Betrieb) · U-Bahn-Strecke (außer Betrieb) |                     | Saint-Jean-des-Essartiers          | Saint-Jean-des-Essartiers          |
| U-Bahn-Haltepunkt / Haltestelle (Strecke außer Betrieb) · U-Bahn-Strecke (außer Betrieb) |                     | Sept-Vents                         | Sept-Vents                         |
| U-Bahn-Haltepunkt / Haltestelle (Strecke außer Betrieb) · U-Bahn-Strecke (außer Betrieb) | 31                  | Caumont-l'Éventé                   | Caumont-l'Éventé                   |
| U-Bahn-Haltepunkt / Haltestelle (Strecke außer Betrieb) · U-Bahn-Strecke (außer Betrieb) |                     | Sallen                             | Sallen                             |
| U-Bahn-Haltepunkt / Haltestelle (Strecke außer Betrieb) · U-Bahn-Strecke (außer Betrieb) | 23                  | Cormolain                          | Cormolain                          |
| U-Bahn-Haltepunkt / Haltestelle (Strecke außer Betrieb) · U-Bahn-Strecke (außer Betrieb) | 20                  | Planquery                          | Planquery                          |
| |                     |                                    |                                    |
| U-Bahn-Bahnhof (Strecke außer Betrieb) | 11 16               | Balleroy                           | Balleroy                           |
| U-Bahn-Haltepunkt / Haltestelle (Strecke außer Betrieb) | 13                  | Castillon                          | Castillon                          |
| U-Bahn-Haltepunkt / Haltestelle (Strecke außer Betrieb) | 11                  | Le Tronquay                        | Le Tronquay                        |
| U-Bahn-Haltepunkt / Haltestelle (Strecke außer Betrieb) | 10                  | Noron                              | Noron                              |
| U-Bahn-Haltepunkt / Haltestelle (Strecke außer Betrieb) | 7                   | Agy – Subles                       | Agy – Subles                       |
| U-Bahn-Haltepunkt / Haltestelle (Strecke außer Betrieb) | 4                   | Guéron                             | Guéron                             |
| U-Bahn-Haltepunkt / Haltestelle (Strecke außer Betrieb) | 2                   | Saint-Loup-Hors                    | Saint-Loup-Hors                    |
| Bahnhof quer · U-Bahn-Kreuzung mit Eisenbahn geradeaus oben (Strecke geradeaus außer Betrieb) |                     | Bayeux (Réseau de l'État)          | Bayeux (Réseau de l'État)          |
| U-Bahn-Kopfbahnhof Streckenanfang (Strecke außer Betrieb) · U-Bahn-Strecke (außer Betrieb) | 0                   | Bayeux - État (CFC)                | Bayeux - État (CFC)                |
| U-Bahn-Haltepunkt / Haltestelle (Strecke außer Betrieb) · U-Bahn-Strecke (außer Betrieb) |                     | Bayeux - Sadi-Carnot               | Bayeux - Sadi-Carnot               |
| U-Bahn-Abzweig geradeaus und nach links (Strecke außer Betrieb) · U-Bahn-Strecke nach rechts (außer Betrieb) |                     |                                    |                                    |
| U-Bahn-Haltepunkt / Haltestelle (Strecke außer Betrieb) | 1                   | Bayeux - Rue Larcher               | Bayeux - Rue Larcher               |
| |                     |                                    |                                    |
| U-Bahn-Strecke (außer Betrieb) · U-Bahn-Haltepunkt / Haltestelle (Strecke außer Betrieb) | 1,5                 | Bayeux - Saint-Patrice             | Bayeux - Saint-Patrice             |
| U-Bahn-Strecke (außer Betrieb) · U-Bahn-Haltepunkt / Haltestelle (Strecke außer Betrieb) | 4                   | Sully                              | Sully                              |
| U-Bahn-Strecke (außer Betrieb) · U-Bahn-Haltepunkt / Haltestelle (Strecke außer Betrieb) | 6                   | Maisons                            | Maisons                            |
| U-Bahn-Strecke (außer Betrieb) · U-Bahn-Haltepunkt / Haltestelle (Strecke außer Betrieb) | 8                   | Commes                             | Commes                             |
| U-Bahn-Strecke (außer Betrieb) · U-Bahn-Kopfbahnhof Streckenende (Strecke außer Betrieb) | 10                  | Port-en-Bessin                     | Port-en-Bessin                     |
| U-Bahn-Haltepunkt / Haltestelle (Strecke außer Betrieb) | 2                   | Saint-Vigor-le-Grand               | Saint-Vigor-le-Grand               |
| U-Bahn-Haltepunkt / Haltestelle (Strecke außer Betrieb) | 5                   | Sommervieu                         | Sommervieu                         |
| U-Bahn-Haltepunkt / Haltestelle (Strecke außer Betrieb) | 8                   | Ryes                               | Ryes                               |
| U-Bahn-Abzweig geradeaus und von links (Strecke außer Betrieb) · U-Bahn-Haltepunkt / Haltestelle Streckenende und quer (Strecke außer Betrieb) | 13                  | Arromanches-les-Bains              | Arromanches-les-Bains              |
| U-Bahn-Haltepunkt / Haltestelle (Strecke außer Betrieb) | 9                   | Ryes-Embranchement                 | Ryes-Embranchement                 |
| U-Bahn-Haltepunkt / Haltestelle (Strecke außer Betrieb) | 11                  | Saint-Côme-de-Fresné               | Saint-Côme-de-Fresné               |
| U-Bahn-Haltepunkt / Haltestelle (Strecke außer Betrieb) | 13                  | Asnelles                           | Asnelles                           |
| U-Bahn-Haltepunkt / Haltestelle (Strecke außer Betrieb) | 14                  | Meuvaines                          | Meuvaines                          |
| U-Bahn-Haltepunkt / Haltestelle (Strecke außer Betrieb) | 18                  | Ver-sur-Mer                        | Ver-sur-Mer                        |
| |                     |                                    |                                    |
| U-Bahn-Haltepunkt / Haltestelle (Strecke außer Betrieb) | 22                  | Graye                              | Graye                              |
| U-Bahn-Brücke über Wasserlauf (Strecke außer Betrieb) |                     | Pont sur la Seulles                | Pont sur la Seulles                |
| U-Bahn-Brücke über Wasserlauf (Strecke außer Betrieb) |                     | Port de Courseulles                | Port de Courseulles                |
| Kopfbahnhof Streckenanfang · U-Bahn-Bahnhof (Strecke außer Betrieb) | 23 8                | Courseulles-sur-Mer (CM et CFC)    | Courseulles-sur-Mer (CM et CFC)    |
| Strecke nach links · U-Bahn-Abzweig mit Eisenbahn ehemals geradeaus und von rechts |                     |                                    |                                    |
| Bahnhof |                     | Bernières-sur-Mer (CM)             | Bernières-sur-Mer (CM)             |
| Bahnhof | 5                   | Saint Aubin-sur-Mer (CM)           | Saint Aubin-sur-Mer (CM)           |
| Bahnhof |                     | Langrune-sur-Mer (CM)              | Langrune-sur-Mer (CM)              |
| Bahnhof quer · U-Bahn-Abzweig mit Eisenbahn ehemals geradeaus und nach rechts |                     | Luc-sur-Mer (Caen à la mer)        | Luc-sur-Mer (Caen à la mer)        |
| U-Bahn-Kopfbahnhof Streckenanfang und quer (Strecke außer Betrieb) · U-Bahn-Abzweig geradeaus und von rechts (Strecke außer Betrieb) | 0 24                | Luc-sur-Mer (CFC)                  | Luc-sur-Mer (CFC)                  |
| U-Bahn-Haltepunkt / Haltestelle (Strecke außer Betrieb) |                     | Petit-Enfer                        | Petit-Enfer                        |
| U-Bahn-Haltepunkt / Haltestelle (Strecke außer Betrieb) |                     | Le Haut-Lion                       | Le Haut-Lion                       |
| U-Bahn-Bahnhof (Strecke außer Betrieb) | 20                  | Lion-sur-Mer                       | Lion-sur-Mer                       |
| U-Bahn-Bahnhof (Strecke außer Betrieb) | 19                  | Brèche d'Hermanville-sur-Mer       | Brèche d'Hermanville-sur-Mer       |
| U-Bahn-Haltepunkt / Haltestelle (Strecke außer Betrieb) |                     | Les Hautes-Sentes                  | Les Hautes-Sentes                  |
| U-Bahn-Haltepunkt / Haltestelle (Strecke außer Betrieb) | 18                  | Colleville-sur-Orne                | Colleville-sur-Orne                |
| U-Bahn-Haltepunkt / Haltestelle (Strecke außer Betrieb) | 16                  | Riva Bella                         | Riva Bella                         |
| U-Bahn-Bahnhof (Strecke außer Betrieb) | 15                  | Ouistreham                         | Ouistreham                         |
| U-Bahn-Haltepunkt / Haltestelle (Strecke außer Betrieb) |                     | Le Haut Ouistreham                 | Le Haut Ouistreham                 |
| U-Bahn-Bahnhof (Strecke außer Betrieb) | 10                  | Bénouville                         | Bénouville                         |
| |                     |                                    |                                    |
| U-Bahn-Strecke (außer Betrieb) · U-Bahn-Brücke über Wasserlauf (Strecke außer Betrieb) |                     | Pont de Bénouville (Canal de Caen) | Pont de Bénouville (Canal de Caen) |
| U-Bahn-Strecke (außer Betrieb) · U-Bahn-Brücke über Wasserlauf (Strecke außer Betrieb) |                     |                                    | Pont de Ranville (Orne)            |
| U-Bahn-Strecke (außer Betrieb) · U-Bahn-Haltepunkt / Haltestelle (Strecke außer Betrieb) |                     | Pont de Ranville                   | Pont de Ranville                   |
| U-Bahn-Strecke (außer Betrieb) · U-Bahn-Haltepunkt / Haltestelle (Strecke außer Betrieb) | 11                  | Ranville                           | Ranville                           |
| U-Bahn-Strecke (außer Betrieb) · U-Bahn-Haltepunkt / Haltestelle (Strecke außer Betrieb) |                     | Ferme de la Poste                  | Ferme de la Poste                  |
| U-Bahn-Strecke (außer Betrieb) · U-Bahn-Haltepunkt / Haltestelle (Strecke außer Betrieb) | 13                  | Amfreville - L'Écarde              | Amfreville - L'Écarde              |
| U-Bahn-Strecke (außer Betrieb) · U-Bahn-Haltepunkt / Haltestelle (Strecke außer Betrieb) |                     | Rue Patra                          | Rue Patra                          |
| U-Bahn-Strecke (außer Betrieb) · U-Bahn-Bahnhof (Strecke außer Betrieb) | 15                  | Sallenelles                        | Sallenelles                        |
| U-Bahn-Strecke (außer Betrieb) · U-Bahn-Haltepunkt / Haltestelle (Strecke außer Betrieb) |                     | Moulin-Dubuisson                   | Moulin-Dubuisson                   |
| U-Bahn-Strecke (außer Betrieb) · U-Bahn-Haltepunkt / Haltestelle (Strecke außer Betrieb) | 18                  | Merville                           | Merville                           |
| U-Bahn-Strecke (außer Betrieb) · U-Bahn-Haltepunkt / Haltestelle (Strecke außer Betrieb) |                     | Franceville-Plage                  | Franceville-Plage                  |
| U-Bahn-Strecke (außer Betrieb) · U-Bahn-Haltepunkt / Haltestelle (Strecke außer Betrieb) |                     | Margaux                            | Margaux                            |
| U-Bahn-Strecke (außer Betrieb) · U-Bahn-Haltepunkt / Haltestelle (Strecke außer Betrieb) | 20                  | Le Home Sainte-Marie               | Le Home Sainte-Marie               |
| U-Bahn-Strecke (außer Betrieb) · U-Bahn-Haltepunkt / Haltestelle (Strecke außer Betrieb) |                     | Avenue Bourgeois                   | Avenue Bourgeois                   |
| U-Bahn-Strecke (außer Betrieb) · U-Bahn-Haltepunkt / Haltestelle (Strecke außer Betrieb) |                     | Le Home-Bonnaric                   | Le Home-Bonnaric                   |
| U-Bahn-Strecke (außer Betrieb) · U-Bahn-Haltepunkt / Haltestelle (Strecke außer Betrieb) | 21                  | Le Home-Varaville                  | Le Home-Varaville                  |
| U-Bahn-Strecke (außer Betrieb) · U-Bahn-Haltepunkt / Haltestelle (Strecke außer Betrieb) |                     | Bas-Cabourg                        | Bas-Cabourg                        |
| U-Bahn-Strecke (außer Betrieb) · U-Bahn-Haltepunkt / Haltestelle (Strecke außer Betrieb) |                     | Cabourg Pépinière                  | Cabourg Pépinière                  |
| U-Bahn-Strecke (außer Betrieb) · U-Bahn-Bahnhof (Strecke außer Betrieb) | 24                  | Cabourg                            | Cabourg                            |
| U-Bahn-Strecke (außer Betrieb) · U-Bahn-Brücke über Wasserlauf (Strecke außer Betrieb) |                     |                                    | Pont sur la Dives                  |
| U-Bahn-Strecke (außer Betrieb) · U-Bahn-Kopfbahnhof Streckenende (Strecke außer Betrieb) | 25                  | Dives (CFC)                        | Dives (CFC)                        |
| U-Bahn-Strecke (außer Betrieb) · Bahnhof quer |                     | Dives-Cabourg (Réseau de l'État)   | Dives-Cabourg (Réseau de l'État)   |
| U-Bahn-Haltepunkt / Haltestelle (Strecke außer Betrieb) |                     | Château de Bénouville              | Château de Bénouville              |
| U-Bahn-Haltepunkt / Haltestelle (Strecke außer Betrieb) | 7                   | Blainville                         | Blainville                         |
| U-Bahn-Haltepunkt / Haltestelle (Strecke außer Betrieb) |                     | Beauregard                         | Beauregard                         |
| U-Bahn-Haltepunkt / Haltestelle (Strecke außer Betrieb) | 4                   | Hérouville - Colombelles           | Hérouville - Colombelles           |
| U-Bahn-Haltepunkt / Haltestelle (Strecke außer Betrieb) |                     | La Chapelle                        | La Chapelle                        |
| U-Bahn-Haltepunkt / Haltestelle (Strecke außer Betrieb) | 2                   | Calix                              | Calix                              |
| U-Bahn-Haltepunkt / Haltestelle (Strecke außer Betrieb) |                     | La Tour des Gens-d'Armes           | La Tour des Gens-d'Armes           |
| U-Bahn-Bahnhof (Strecke außer Betrieb) | 1                   | Caen-Saint-Pierre                  | Caen-Saint-Pierre                  |
| U-Bahn-Brücke über Wasserlauf (Strecke außer Betrieb) |                     | Pont sur l'Orne                    | Pont sur l'Orne                    |
| U-Bahn-Abzweig geradeaus und nach links (Strecke außer Betrieb) · U-Bahn-Betriebsstelle Streckenende und quer (Strecke außer Betrieb) |                     | Caen - État (marchandises)         | Caen - État (marchandises)         |
| U-Bahn-Kreuzung mit Eisenbahn geradeaus unten (Strecke geradeaus außer Betrieb) · Bahnhof quer |                     | Caen (Réseau de l'État)            | Caen (Réseau de l'État)            |
| U-Bahn-Abzweig geradeaus und nach links (Strecke außer Betrieb) · U-Bahn-Kopfbahnhof Streckenende und quer (Strecke außer Betrieb) | 0                   | Caen - État (CFC)                  | Caen - État (CFC)                  |
| |                     |                                    |                                    |
| U-Bahn-Brücke (Strecke außer Betrieb) |                     | Pont sur la rue du Marais          | Pont sur la rue du Marais          |
| U-Bahn-Haltepunkt / Haltestelle (Strecke außer Betrieb) | 2                   | Caen Demi-Lune (dépôt)             | Caen Demi-Lune (dépôt)             |
| U-Bahn-Haltepunkt / Haltestelle (Strecke außer Betrieb) | 4                   | Cormelles                          | Cormelles                          |
| U-Bahn-Haltepunkt / Haltestelle (Strecke außer Betrieb) | 6                   | Ifs                                | Ifs                                |
| U-Bahn-Haltepunkt / Haltestelle (Strecke außer Betrieb) | 9                   | Saint-Martin-de-Fontenay           | Saint-Martin-de-Fontenay           |
| U-Bahn-Haltepunkt / Haltestelle (Strecke außer Betrieb) | 12                  | Fontenay-le-Marmion                | Fontenay-le-Marmion                |
| U-Bahn-Haltepunkt / Haltestelle (Strecke außer Betrieb) | 16                  | Fresney-le-Puceux - Caillouet      | Fresney-le-Puceux - Caillouet      |
| |                     | Tranchée de Quilly                 |                                    |
| U-Bahn-Haltepunkt / Haltestelle (Strecke außer Betrieb) | 19                  | Bretteville-sur-Laize              | Bretteville-sur-Laize              |
| U-Bahn-Haltepunkt / Haltestelle (Strecke außer Betrieb) | 21                  | Gouvix                             | Gouvix                             |
| U-Bahn-Haltepunkt / Haltestelle (Strecke außer Betrieb) | 23                  | Urville - Langannerie              | Urville - Langannerie              |
| U-Bahn-Abzweig geradeaus und nach rechts (Strecke außer Betrieb) |                     | Mines de fer                       | Mines de fer                       |
| U-Bahn-Haltepunkt / Haltestelle (Strecke außer Betrieb) | 26                  | Saint-Germain-le-Vasson            | Saint-Germain-le-Vasson            |
| U-Bahn-Haltepunkt / Haltestelle (Strecke außer Betrieb) | 30                  | Fontaine-le-Pin                    | Fontaine-le-Pin                    |
| U-Bahn-Abzweig geradeaus und nach links (Strecke außer Betrieb) |                     | Mines de Soumont-Saint-Quentin     | Mines de Soumont-Saint-Quentin     |
| U-Bahn-Haltepunkt / Haltestelle (Strecke außer Betrieb) | 32                  | Potigny - La Brèche-au-Diable      | Potigny - La Brèche-au-Diable      |
| U-Bahn-Haltepunkt / Haltestelle (Strecke außer Betrieb) | 35                  | Ussy                               | Ussy                               |
| U-Bahn-Haltepunkt / Haltestelle (Strecke außer Betrieb) | 37                  | Villers-Canivet                    | Villers-Canivet                    |
| U-Bahn-Haltepunkt / Haltestelle (Strecke außer Betrieb) | 40                  | Saint-Pierre-Canivet - La Tuilerie | Saint-Pierre-Canivet - La Tuilerie |
| U-Bahn-Haltepunkt / Haltestelle (Strecke außer Betrieb) |                     | Falaise - Route de Caen            | Falaise - Route de Caen            |
| U-Bahn-Bahnhof (Strecke außer Betrieb) | 44                  | Falaise - Château                  | Falaise - Château                  |
| U-Bahn-Kopfbahnhof Streckenende (Strecke außer Betrieb) | 46                  | Falaise - État (CFC)               | Falaise - État (CFC)               |
| Kopfbahnhof Streckenanfang |                     | Falaise (Réseau de l'État)         | Falaise (Réseau de l'État)         |
| Abzweig geradeaus und nach rechts |                     | nach Berjou (Falaise – Berjou)     | nach Berjou (Falaise – Berjou)     |
| |                     | Le Mans – Mézidon nach Coulibœuf   |                                    |

Die Chemins de fer du Calvados (CFC bzw. C.F.C.) waren eine von Caen ausgehende Schmalspurbahn im französischen Département Calvados. Sie führte, mit Dampfzügen auf Gleisen der Spurweite 600 mm, zunächst über Bénouville nach Luc-sur-Mer und Dives-sur-Mer, später zu weiteren Orten der Normandie.

## Vorgeschichte

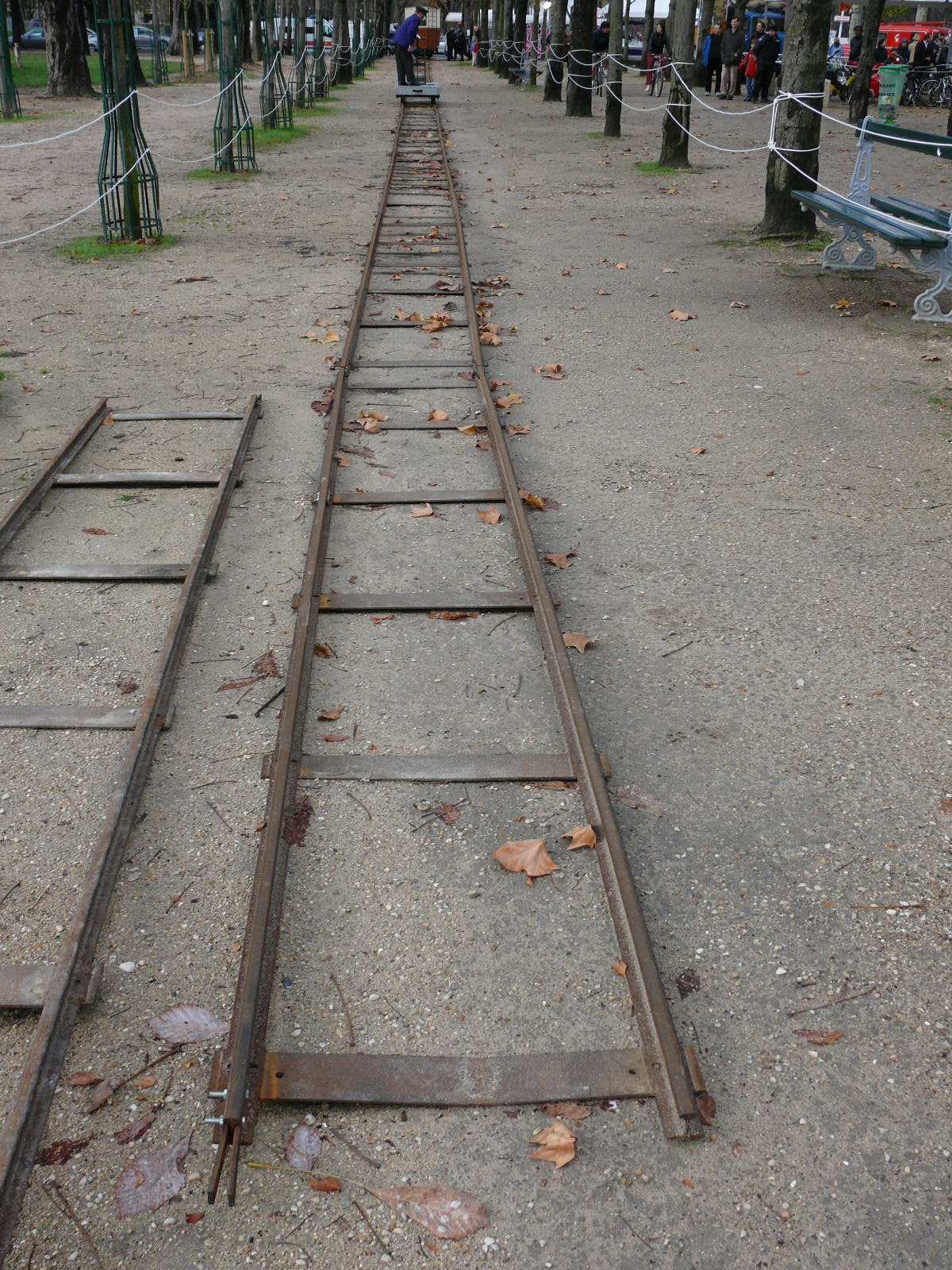
Decauville-Gleis aus vorgefertigten Elementen

Der Landwirt Paul Decauville entwickelte 1875 ein schmalspuriges Gleissystem, um seine Zuckerrübenernte einzubringen. Die vorgefertigten, einfach zu transportierenden Gleiselemente konnten leicht zum Bestimmungsort befördert, rasch verlegt und unkompliziert aneinandergefügt werden. Die Schwellen waren wie die Schienen aus Eisen gefertigt. Dazu ließ Decauville Güterloren-Fahrgestelle für variable Aufbauten bauen.
Zwei Jahre später hatte er das System weitgehend perfektioniert und begann mit der industriellen Fertigung. 1878 hatte er sein Gleismaterial bereits an 202 französische Betriebe, aber auch an 38 Betriebe im Ausland verkauft. Auf der Weltausstellung von 1889 in Paris konnte er sein Gleissystem einer breiten Öffentlichkeit vorstellen. Die Decauville-Bahn der Weltausstellung mit einer Spurweite von 600 mm war 3 km lang, die eingesetzten Züge wurden innerhalb von sechs Monaten von 6.342.446 Fahrgästen genutzt. Die Lokomotiven der Bahn stammten von Couillet, Péchot-Bourdon und Tubize, werden allgemein aber als Decauville-Loks bezeichnet.
Anfang der 1890er Jahre erhielt Decauville den Auftrag für den Bau der Schmalspurbahn von Pithiviers nach Toury (Tramway de Pithiviers à Toury). Diese Bahn diente hauptsächlich der Abfuhr von Zuckerrüben. Sie wies aber auch Personenverkehr, zunächst mit lokbespannten Zügen, bis dessen Einstellung im Jahr 1952 dann mit Crochat-Schienenbussen auf.
1864 hatte der Generalrat des Départements Calvados den Bau von elf Lokalbahnen beschlossen, die von der Bahnstrecke Paris–Cherbourg abgehend Orte im Binnenland der Basse-Normandie und an deren Nordküste bedienen sollten. Erste in den 1870er Jahren normalspurig angelegte Strecken erwiesen sich überwiegend rasch als defizitär. Daher wurde für weitere Bahnen auch der kostengünstigere Bau von schmalspurigen Strecken der Spurweiten 750 mm oder 1000 mm erwogen.

## Geschichte und Beschreibung

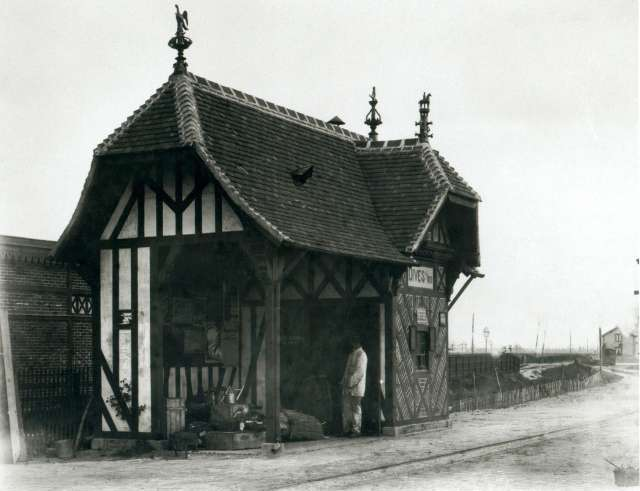
Bahnhof Dives der CFC

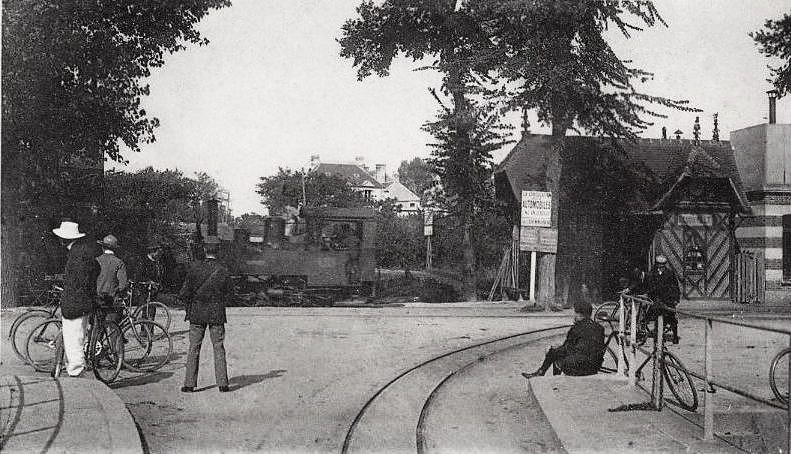
Abzweig am Bahnhof Bénouville

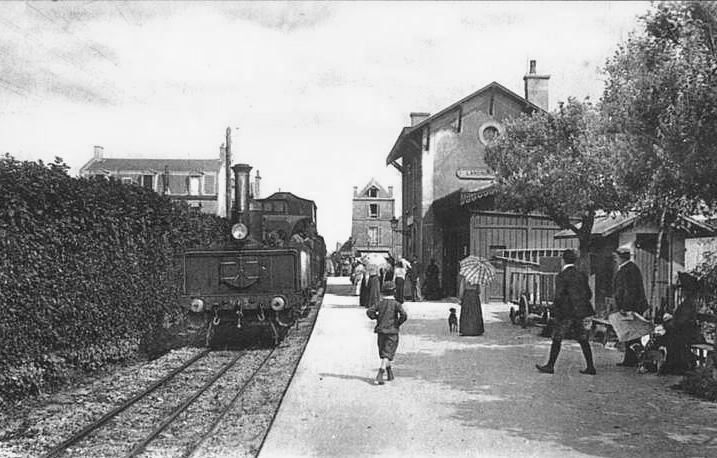
Dreischienengleis und regelspuriger Zug im Bahnhof Langrune

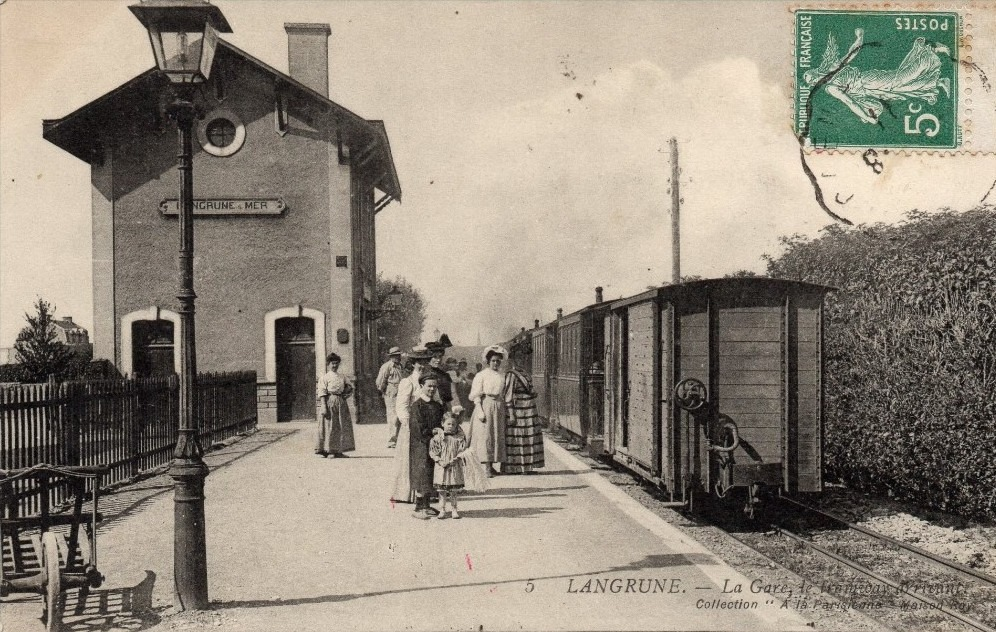
Schmalspurzug auf dem Dreischienengleis im Bahnhof Langrune

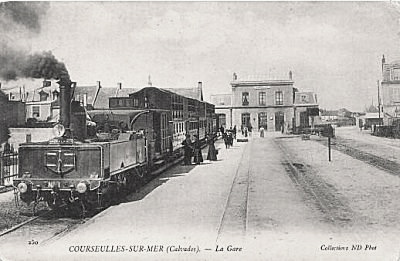
Zwei Spurweiten im Bahnhof Courseulles, links ein regelspuriger Zug

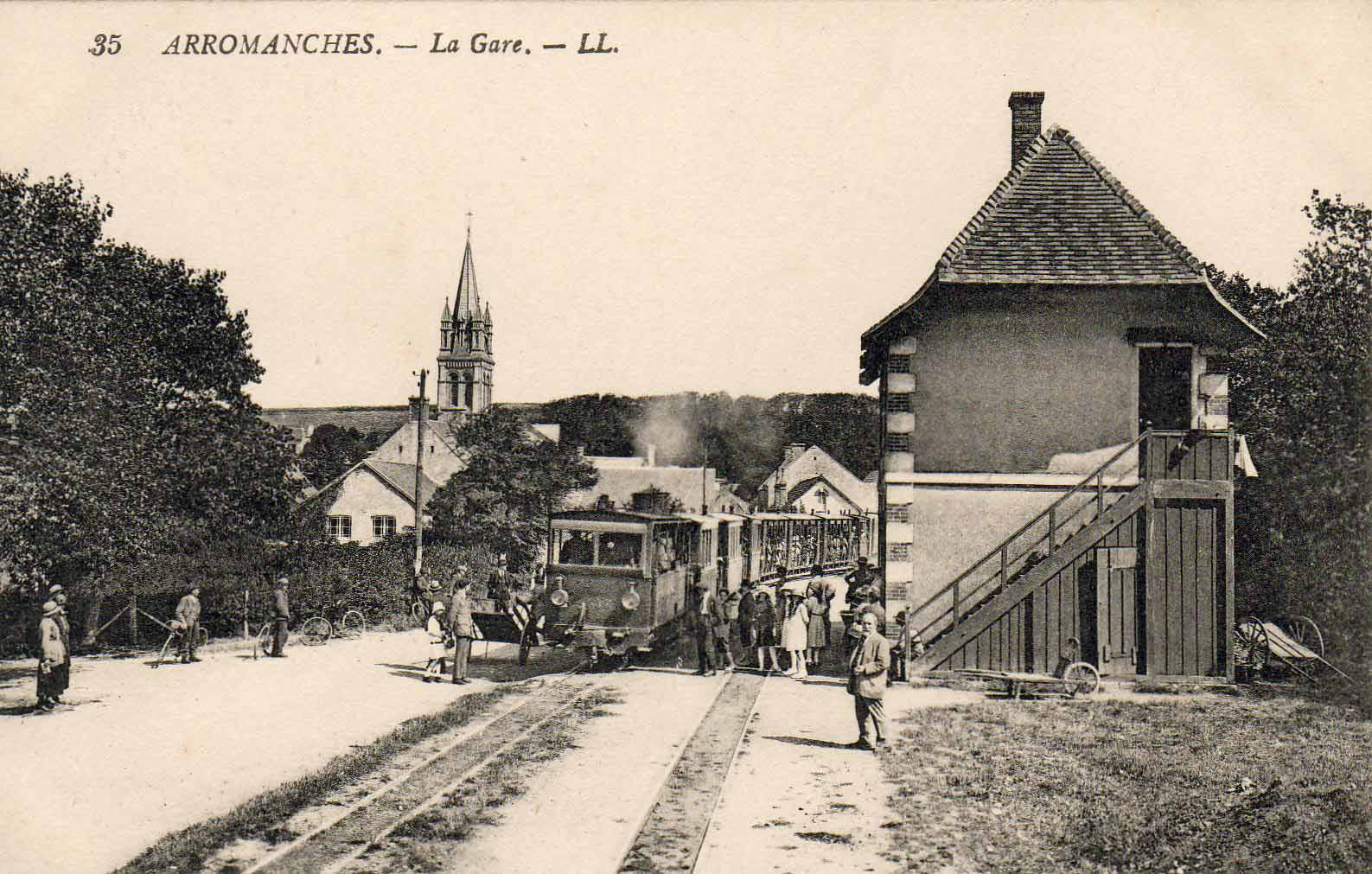
Bahnhof Arromanches

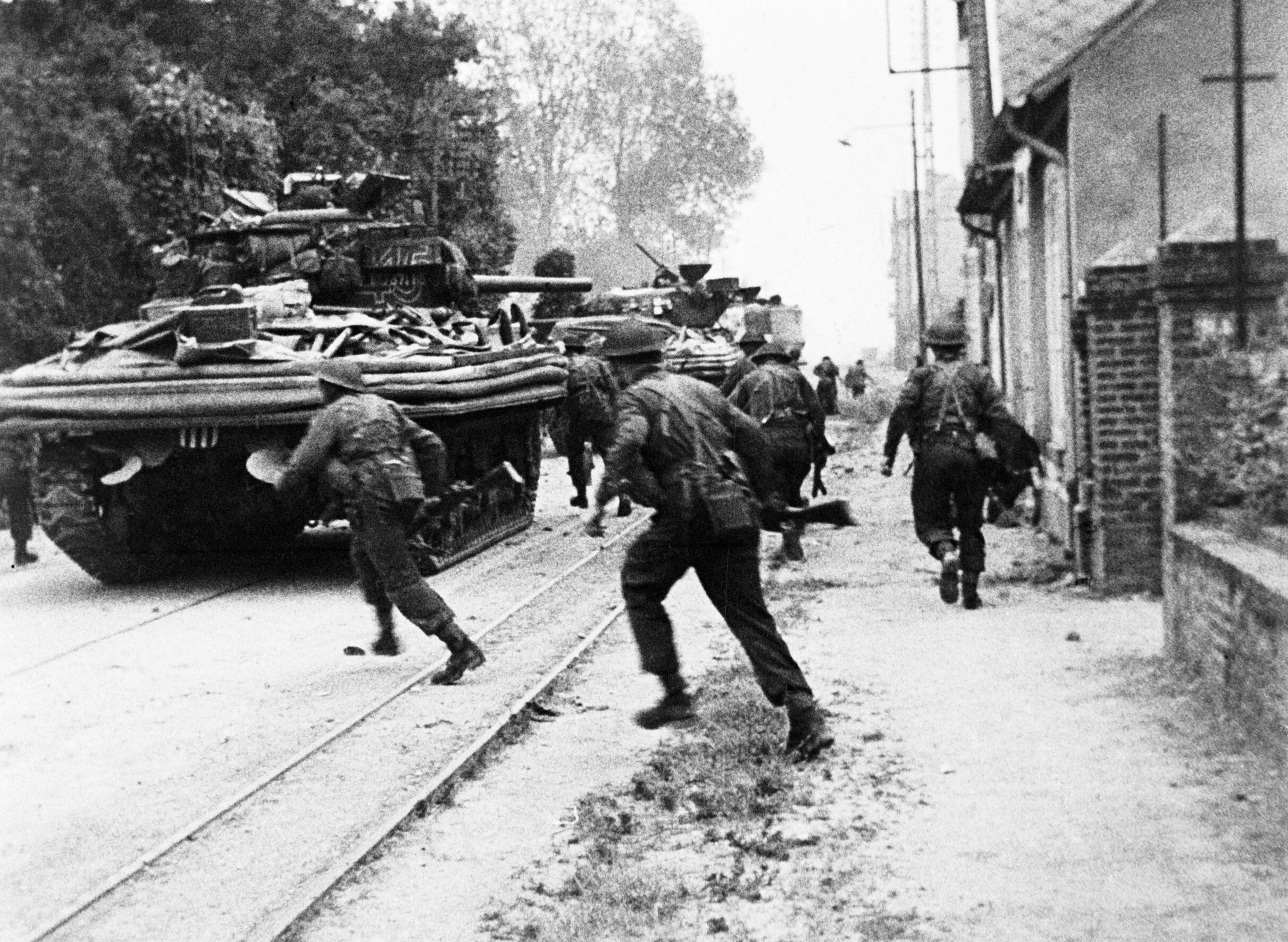
Kampfhandlungen an der Strecke in Riva-Bella während der Operation Overlord

Paul Decauville schlug 1887 zunächst vergeblich vor, zwischen Port-en-Bessin und Bayeux probeweise eine Schmalspurbahn mit 600 mm Spurweite zu errichten. Am 20. August 1890 wurde seiner Firma Société anonyme des Établissements Decauville Aîné dann doch die Konzession für den Bau einer derartigen Bahn erteilt.
Am 15. August 1891 wurde zwischen Ouistreham und Luc-sur-Mer provisorisch eine erste Strecke in Betrieb genommen. Drei Wochen später erfolgte die Erklärung der Gemeinnützigkeit für die Strecke Grandcamp–Isigny und im September 1892 für Dives-Cabourg–Luc-sur-Mer. Endgültig eröffnet wurden:
- 1. Januar 1892: Ouistreham–Luc
- 15. Juli 1892: Bénouville–Dives
- 13. August 1892: Bénouville–Ouistreham
- 4. Juli 1893: Caen–Bénouville[3]

Die Gesamtlänge dieses ersten Netzes betrug 38,3 km.
Zunächst verschlechterte sich jedoch das Verhältnis des Generalrats mit Decauville, dessen Gesellschaft im August 1892 den Bau der Bahn von Grandcamp nach Isigny einstellte. In jenem Jahr büßten die Decauville-Aktien stark an Wert ein. 1894 schlug Decauville vor, die Konzession an die Aktiengesellschaft Société Caennaise des Tramways abzutreten, von der seine Gesellschaft allerdings 2/3 der Anteile hielt.
Der Ingenieur und Unternehmer Édouard Louis Joseph Empain hatte 1888 bereits die Konzession für den Bau meterspuriger Bahnen – diese Spurweite wurde von den Militärs favorisiert – erhalten, der Generalrat des Départements wollte jedoch eine Spurweite von 600 oder 750 mm. Unter dem positiven Eindruck der Bahn der Pariser Weltausstellung hatte sich Kriegsminister Charles de Freycinet 1890 für Decauville umentschieden. Im Februar 1894 gründeten Empain, dessen Compagnie générale des railways à voie étroite bereits Schmalspurbahnen betrieb, und sein Geschäftspartner Edmond Caze die Aktiengesellschaft Société anonyme des Chemins de Fer du Calvados (C.F.C.). Es gelang ihnen, die Konzession für die bereits von Decauville gebauten sowie für die geplanten Strecken erneut zu erhalten. Somit waren sie es, die das Schmalspurnetz im Calvados vervollständigten, wenn auch letztlich mit der Spurweite Decauvilles.
Bei der Übernahme durch Empain war lediglich die Bahn von Dives nach Luc in Betrieb. Die Strecke von Caen (Bahnhof Saint-Pierre) nach Bénouville kam am 16. Dezember 1895 erneut hinzu. Am 27. Juli 1896 wurde die 10,4 km lange Strecke Grandcamp–Isigny dem Verkehr übergeben.

In den folgenden Jahren wurden weitere Strecken eröffnet:
- 1. Juli 1899 Bayeux–Port-en-Bessin (10,9 km), Bayeux–Courseulles-sur-Mer mit Zweigstrecke Ryes–Arromanches (zusammen 26,1 km)
- 1. Juli 1900 Luc-sur-Mer–Courseulles-sur-Mer (Verbindung der Netze von Caen und Bayeux mittels eines Dreischienengleises Schmalspur / Regelspur; 8 km)

1. September 1900 Grandcamp–Saint-Laurent-sur-Mer
- 1. August 1901 Saint-Laurent-sur-Mer–Le Molay-Littry (Grandcamp–Le Molay-Littry: 32,3 km)
- 20. September 1902 Caen-Gare de l’Ouest–Falaise-Château
- 1. Januar 1904: Balleroy–Le Molay-Littry (9,4 km)

18. Januar 1904: Falaise-Château–Falaise-Gare (Caen-Gare de l’Ouest–Falaise-Gare: 46 km)
9. Juli 1804: Bayeux–Balleroy (Anbindung der Strecke Grandcamp–Isigny an das übrige Netz)
20. Dezember 1904: Caen-Saint-Pierre–Caen-Gare de l’Ouest (Verbindung der Nord- und der Südstrecke in Caen; 1,3 km)
- 15. April 1906 Balleroy–Saint-Martin-des-Besaces (Bayeux–Saint-Martin-des-Besaces: 40,5 km)[3]

In seiner endgültigen Ausdehnung hatte das Netz eine Streckenlänge von 223,2 km.
An der Strecke nach Falaise entstanden zwei Anschlussbahnen von Bergwerken:
- 13. Dezember 1904 von Urville zum Erzbergwerk der Mines de fer de Barbery in Saint-Germain-le-Vasson.[5] Das Bergwerk wurde bereits am 20. Juni 1907 stillgelegt.[3]
- 1908 von Potigny zu den Mines de Soumont

Die Gleise lagen, mit Ausnahme des unabhängig trassierten Abschnitts Caen–Riva-Bella, in der Regel seitlich am oder im Straßenbereich. Eigene Trassen existierten auch bei einigen Ortsumfahrungen und in schwierigem Gelände mit starken Steigungen. Zunächst hatte man Decauville-Gleise verlegt, später Vignolschienen auf Holzschwellen, die eine auf 7 t verdoppelte maximale Achslast erlaubten. Innerorts wurden teilweise Rillenschienen verwendet. Die minimalen Kurvenradien lagen bei 30 m, die maximalen Steigungen bei 40 ‰. Bei Bénouville überquerte die Bahn auf beweglichen Brücken die Orne und den Canal de Caen à la Mer.
1911 wurde der Bau weiterer Strecken ins Auge gefasst, deren Realisierung der Ausbruch des Ersten Weltkriegs jedoch verhinderte. Aufgrund der Requisition von Lokomotiven und Wagen sowie der Mobilisierung von Personal war ab Kriegsausbruch nur ein stark eingeschränkter Verkehr möglich. Zudem mussten Sonderzüge Verwundete in provisorische Hospitäler und Soldaten in Ausbildungslager befördern. Mangels adäquatem Unterhalt litten die Infrastruktur und die Fahrzeuge.
Das Projekt einer Netzerweiterung wurde 1919 wieder aufgegeben. Im Oktober 1920 beschloss der Generalrat stattdessen die Einrichtung eines Omnibusnetzes, dessen erste Linien 1922 in Betrieb gingen. Auf den Strecken Caen–Falaise und Ryes–Arromanches kam es zu ersten Einschränkungen des Eisenbahnverkehrs. Ab 1923 schrieben auch die letzten noch rentablen Verbindungen von Caen nach Dives und Luc rote Zahlen. 1925 wurden deshalb als Ersatz für dampfbespannte Züge erste Triebwagen beschafft, entsprechende Versuche hatte es bereits zwei Jahre vorher gegeben. Die kleinen zweiachsigen Fahrzeuge des Herstellers Crochat versprachen einen kostengünstigeren Betrieb, das Defizit wuchs aber dennoch weiter. In Orten wie Vierville wurde der Ersatz des Zugverkehrs durch Omnibusse gefordert, in Grandcamp und Isigny wünschte man vergeblich den Erhalt der Bahn. 1929 wurde zwischen Isigny und Balleroy der Personenverkehr eingestellt, im Jahr darauf auch zwischen Bayeux und Saint-Martin-des-Besaces sowie zwischen Ryes und Arromanches. 1931 endete der Reiseverkehr zwischen Bayeux und Luc, damit auch auf dem dreischienigen Abschnitt von Luc nach Courseulles. Am 19. Mai 1932 beschloss der Generalrat, den Betrieb mit Dampflokomotiven auf dem gesamten Netz der CFC – mit Ausnahme der Strecke Caen–Luc – einzustellen.
Bis 1933 wurden fast alle übrigen Reisezüge ebenfalls durch Busse ersetzt, die meisten Strecken wurden stillgelegt und abgebrochen. Züge verblieben nur noch auf dem Abschnitt von Caen nach Luc-sur-Mer, wo in der Sommersaison eine starke Nachfrage im Reiseverkehr zu verzeichnen war. Dieser Verkehr ging 1937 an die Société des Courriers Normands, die die Fahrzeuge der CFC übernahm, zunächst im Winter die Personenbeförderung aber auf der Straße abwickelte. Nach dem Beginn des Zweiten Weltkriegs wurde sie, wie der verbliebene Güterverkehr, wieder ganzjährig auf der Schiene durchgeführt.
In der Folge der Landung der alliierten Truppen in der Normandie im Juni 1944 wurde die Strecke als Verkehrsweg für Militärkonvois genutzt und dabei zerstört. Damit endete die Geschichte der Chemins de fer du Calvados. Die „Courriers Normands“ blieben als Autobusgesellschaft bestehen.

## Besonderheiten der Strecke

### Dreischieniger Abschnitt

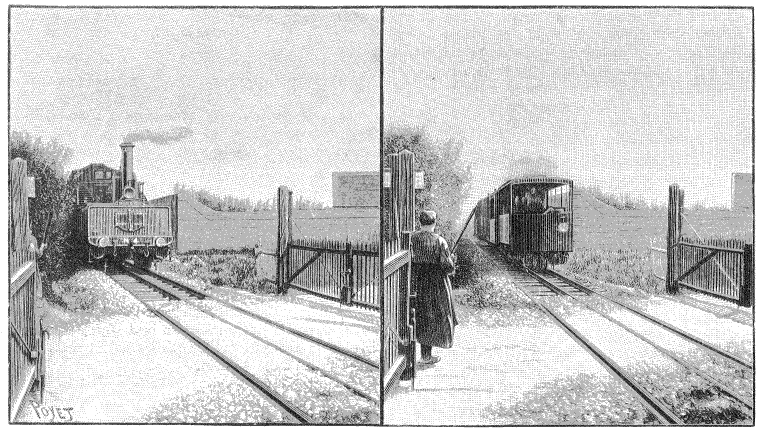
Dreischienengleis der C.M. und C.F.C.

Seit dem 1. Januar 1876 betrieb die Compagnie du Chemin de Fer de Caen à la Mer (C.M.) eine regelspurige Eisenbahnstrecke zwischen den Küstenorten Luc und Courseulles. Um ihre beiden Netze um Caen und Bayeux zu verbinden, wünschten die C.F.C. eine parallel dazu verlaufende eigene Strecke, das Département wollte jedoch ein Konkurrenzverhältnis der beiden Bahngesellschaften vermeiden. Stattdessen wurde den C.F.C. genehmigt, im Regelspurgleis auf eigene Kosten eine dritte Schiene zu verlegen, was den Betrieb von Zügen beider Spurweiten erlaubte.
Zusätzliche Stationen durften nicht angelegt, die vorhandenen jedoch genutzt werden. Die Betriebsführung verblieb bei der C.M., die die Gesamterlöse des Personenverkehrs auf diesem Abschnitt erhielt, dazu 55 % der des durchgehenden C.F.C.-Güterverkehrs. Am 1. Juli 1900 wurde dort der Betrieb aufgenommen.

### Kunstbauten
- Pont de Ranville: Die 1870 gebaute Drehbrücke über die Orne war eine um einen im Fluss liegenden Mittelpfeiler drehbare, 66,3 m lange Gitterträgerbrücke.[8] Das nach dem Zweiten Weltkrieg auch als Horsabrücke bezeichnete Bauwerk wurde 1971 durch eine neue Brücke ersetzt.[9]
- Pont de Bénouville: Das Nachfolgebauwerk der Klappbrücke über den Canal de Caen à la Mer ist heute als Pegasusbrücke bekannt. Im April 1903 stürzte dort die Lokomotive „Falaise“ bei geöffneter Brücke ins Wasser.[10]
- Bei Cabourg überquerte die Bahn auf einer fünfbogigen Steinbrücke den Fluss Dives.

### Gleisbau
Die Schienen hatten eine Höhe von 90 mm und eine Fußbreite von 70 mm. Der Kopf war 39 mm breit und der Steg 10 mm stark. Die Schienen der Gleisjoche waren unlösbar auf 6 Stahlschwellen von 1 m Länge, 170 mm Breite. 45 mm Höhe und 6 mm Stärke mit einem Gewicht von 11 kg aufgenietet. Die Entfernung von dem Ende der Schiene bis zur Mitte der ersten Traverse betrug 200 mm. Die Stahlwinkellaschen inklusive der 4 Verbindungsschrauben wogen pro Paar 3,7 kg. Das ganze Oberbaugewicht betrug 44,7 kg pro laufendem Meter.
Die größte Breite des Bahnkörpers, die meist auf dem Straßen-Bankett lag, betrug 3,58 m. Das Banquett wurde durch einen gestößelten, mit Rasen belegten Erdkörper von wenigstens 12 cm Höhe begrenzt. Die für den Fuhrwerksverkehr verbleibende Straßenzone durfte in keinem Fall weniger als 5 m betragen. Der Bettungskörper hatte eine Krone von 1,6 m und 20–25 cm Stärke. Er bestand aus Flugsand und wurde, damit er nicht vom Wind verweht werden konnte, mit einer 10 cm starken Schotterschicht bedeckt.
Auf den Brücken von Cabourg und Sallenelles war das Gleis am Rand der Straße in den Straßenkörper eingebettet. Der Abstand zwischen der äußersten Ausladung der Schienenfahrzeuge und dem Trottoir betrug 30 cm, so dass für Fuhrwerke auf der Brücke von Cabourg 4,52 m und bei der von Sallenelles 3,32 m verblieben.
Bei der Brücke von Lion-sur-Mer, wo das Gleis ebenfalls in den Straßenkörper eingebettet war, blieben beiderseits von der größten Ausladung der Schienenfahrzeuge noch 2,6 m für Fuhrwerke.
Die Erfahrung hat gezeigt, dass bei den aus 15 kg schweren Stahlschienen hergestellten Gleisen, die durch die Ortschaften führten, keine Zwang- oder Leitschienen erforderlich waren, was einen doppelten Vorteil bot, nämlich eine Kostenersparnis und die Vermeidung von Entgleisungen durch das Einzwängen von Steinen in den Zwischenraum zwischen der Fahr- und Zwangschiene.

## Fahrzeuge

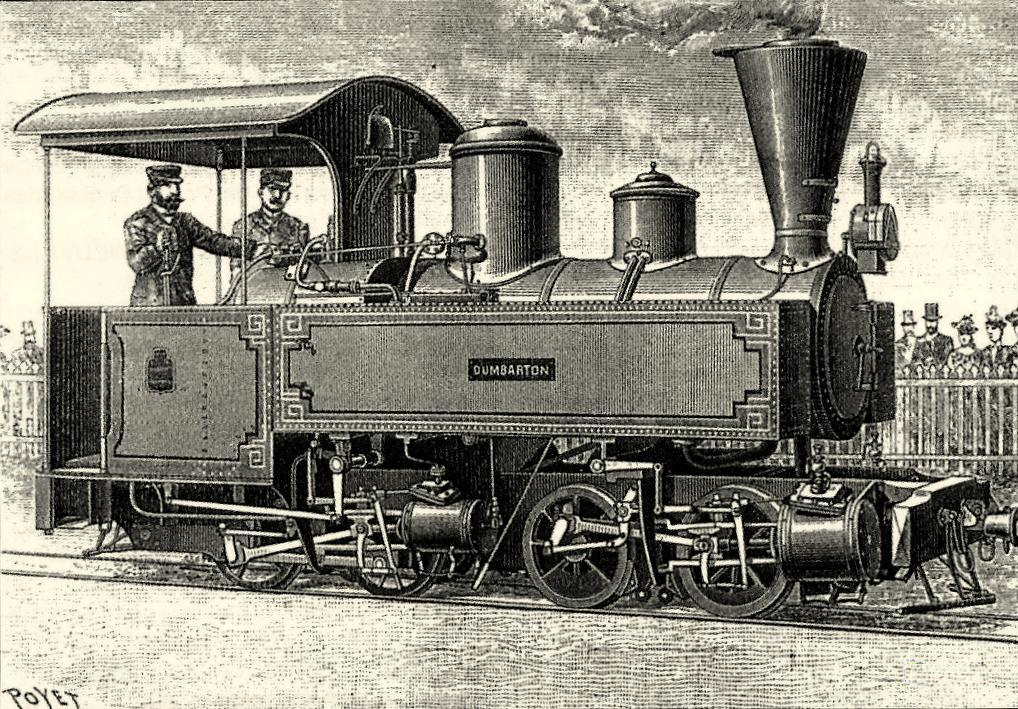
Die Mallet-Tenderlokomotive N° 2 kam von der Pariser Weltausstellung zu den CFC

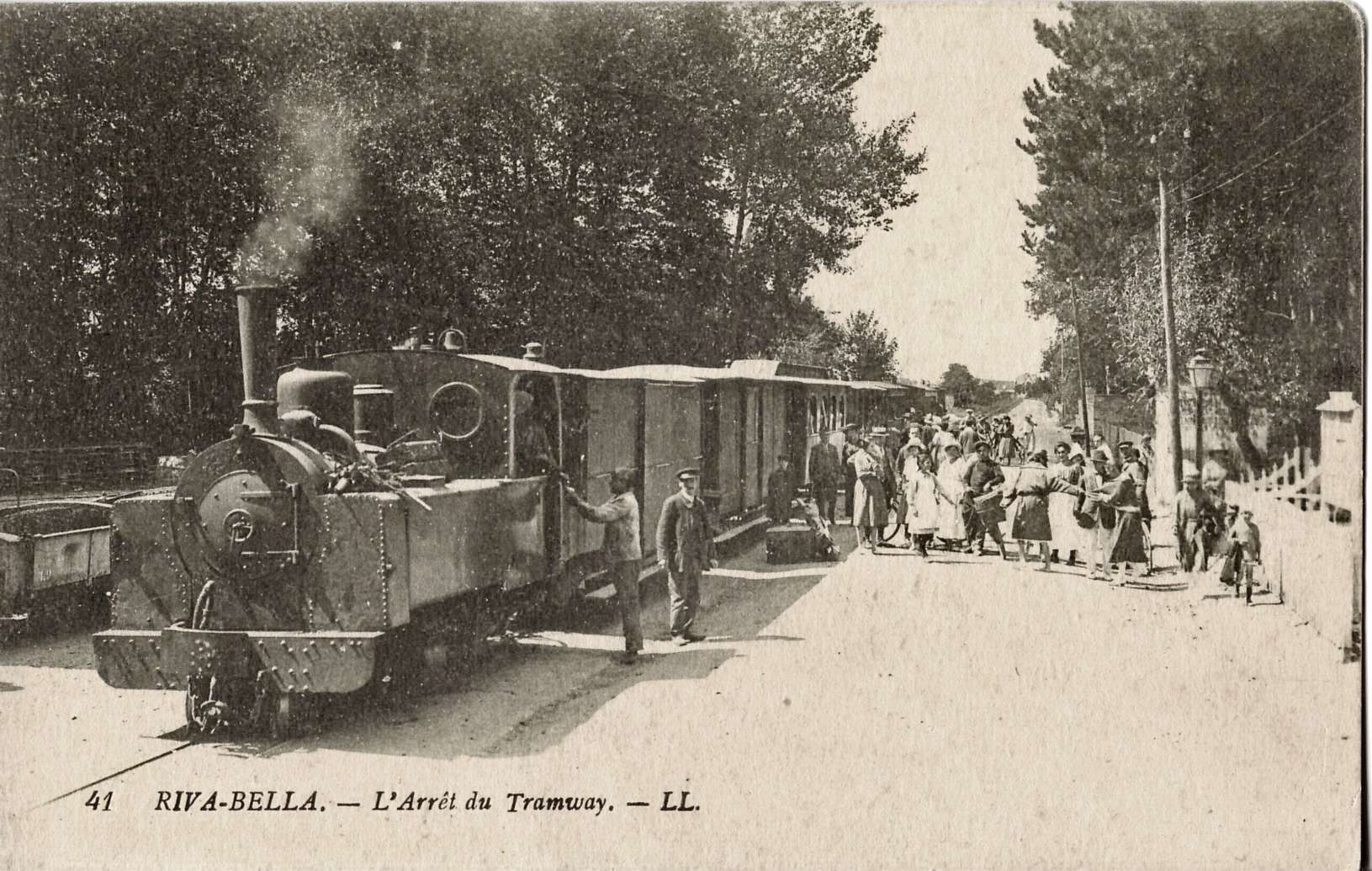
Weidknecht-Lokomotive in Riva-Bella

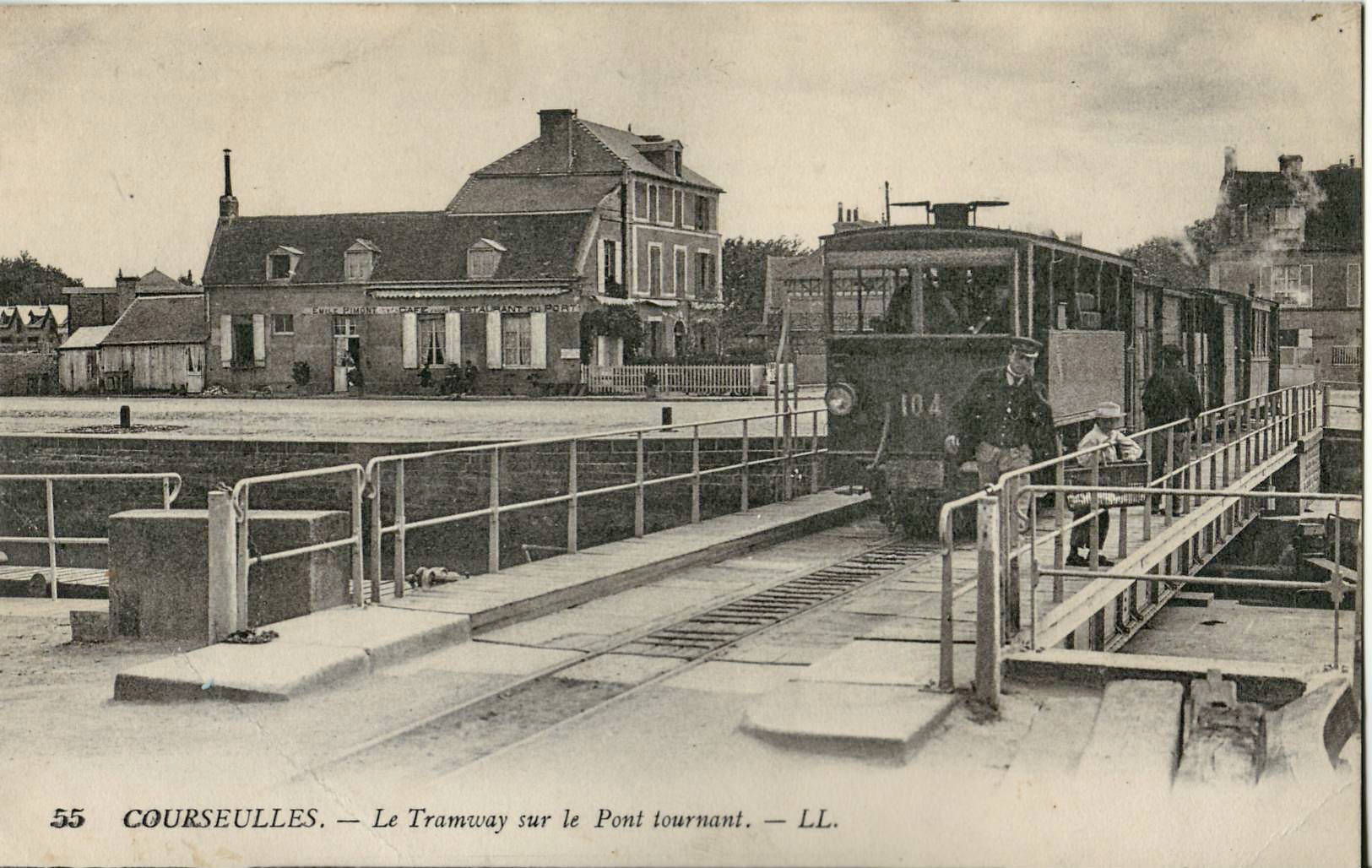
Tubize-Lok mit zwei Führerständen in Courseulles-sur-Mer

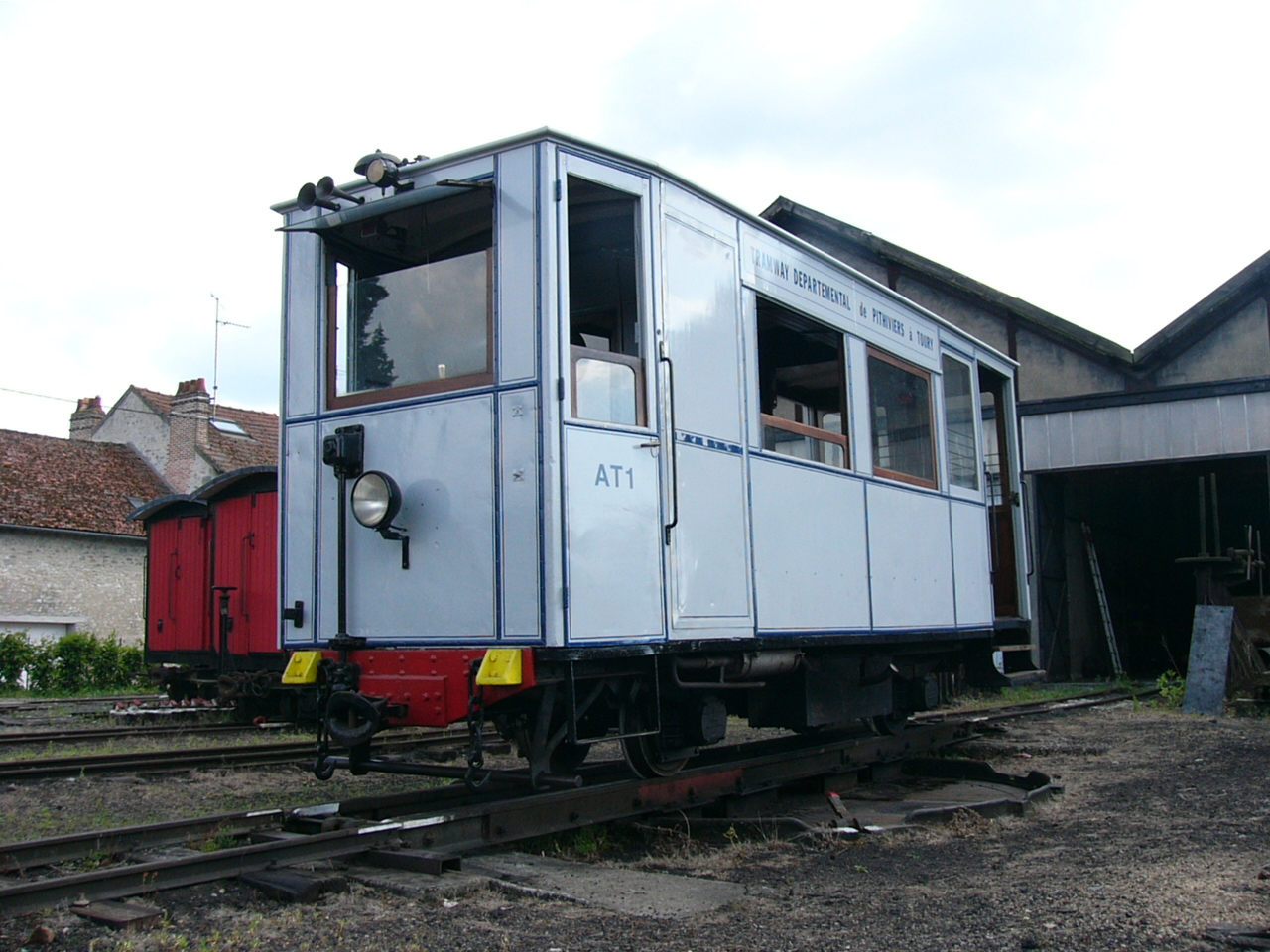
Crochat-Schienenbus im Musée des transports de Pithiviers

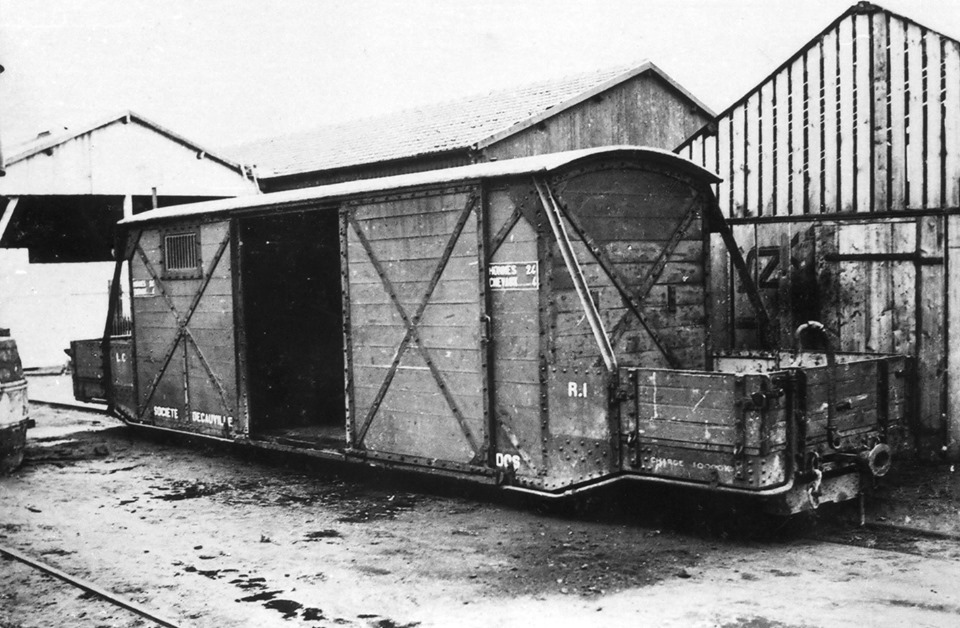
Pferdetransportwagen der CFC mit abgesenktem Boden

Die ersten sieben Maschinen (Lieferjahre 1891/92) waren Mallet-Tenderlokomotiven 020-020T von Decauville mit der Achsfolge BB und einem Leergewicht von 9,5 t, sie ähnelten denen der Bahn der Pariser Weltausstellung des Jahres 1889 bzw. waren vorher dort gelaufen. Eingesetzt wurden sie in den Relationen Caen–Dives Und Caen–Luc, jede Lok trug den Namen einer Station dieser Strecken: Cabourg, Sallenelles, Ouistreham, Falaise, Bénouville und Varaville, die Lokomotive Luc wurde später in Grandcamp umbenannt. Dazu existierten 16 geschlossene und 17 offene Personenwagen, ca. 50 zwei- und vierachsige Güterwagen und zwei Viehwagen.
Bald kamen gebrauchte Tenderloks (020T, 030T) verschiedener Firmen hinzu, die teilweise (031T von Weidknecht Frères & Cie. zu 032T) umgebaut wurden.
- 1893: 2 Weidknecht 031T Nr. 7 und 8, Leergewicht 10 t, 1909 in 032T umgebaut, genannt Hermanville und Ville de Caen
- 1895: 1 ANF Blanc-Misseron 030T Nr. 135, Leergewicht 15 t, zunächst Brèche d’Hermanville, später Isigny genannt
- 1900: 1 Weidknecht 020T Nr. 9, Baujahr 1893, Leergewicht 10 t, gebraucht von der Fa. Fernand Thébault in Marly erworben

Alle Decauville- und Weidknecht-Lokomotiven wurden im Netz Caen–Dives–Luc eingesetzt.
Nach der Übernahme durch Empain wurden Maschinen mit zwei Führerständen (sog. „Bicabines“) angeschafft, die Straßenbahnlokomotiven ähnelten und sämtlich bei der belgischen Firma Ateliers de Tubize als Lizenzbauten von ANF Blanc-Misseron entstanden. Tubize lieferte fortan auch die Wagen.
- 1899–1900: 6 Tubize 030T Nr. 222–225 und 231–232, Leergewicht 15,5 t, mit den Namen Bayeux, Port-en-Bessin, Arromanches, Courseulles, Ryes und Saint-Laurent-sur-Mer
- 1901: 2 Tubize 032T Nr. 233 und 234, Leergewicht 18 t, genannt Formigny und Trévières
- 1902–1909: 10 Tubize 230T Nr. 100–109, Leergewicht 18 t
- 1913: 3 Tubize 031T Nr. 301–303, Leergewicht 18 t

Die Lokomotiven von Tubize kamen auf dem Netz von Bayeux und der Strecke Caen–Falaise zum Einsatz. Zudem existierte eine 021T, der Herkunft ungeklärt ist. Sie verkehrte auf der Zweigstrecke nach Arromanches. Eine 020T (Nr. 101) unbekannten Datums des belgischen Herstellers Guillaume diente vermutlich hauptsächlich als Bauzuglokomotive und wurde 1905 an die Mines de fer de Barbery verkauft.
1925 kamen drei Triebwagen (Nummern AU-1 bis 3) des Herstellers Crochat zu den CFC. Die beiden Achsen der Fahrzeuge wurden von jeweils 10 PS leistenden Elektromotoren angetrieben, die ihren Strom von einem 30-PS-Benzinmotor bezogen. 1936 kamen von den Tramways de Savoie zwei vierachsige Drehgestell-Triebwagen (Nummern DC-11 und 12) mit dem gleichen Antriebsprinzip gebraucht hinzu.